# Даммартенське графство
Даммарте́нське гра́фство (фр. Comté de Dammartin) — графство на півночі Французького королівства з центром в містечку Даммартен-ан-Гоель, назване на честь святого Мартина, який проповідував християнство у регіоні Гоель. Засноване як сеньйорія в X столітті, отримало статус графства приблизно в 1025 році, коли Манасія Даммартенський прийняв відповідний титул. Розташовувалося у стратегічно важливій місцевості біля Парижу і контролювало дороги, що вели зі столиці до Суассона і Лана.
Фактично скасоване 1632 року, коли увійшло до володінь принців Конде. Формально ліквідоване під час Французької революції.

## Історія
Час виникнення графства достеменно не встановлено. Спочатку Даммартен-ан-Гоель була однією з шести хитання в Паризькому графстві. Першим відомим графом Даммартена був Манасія Лисий (пом. 1037), один із синів Хільдуїна II де Мондідьє, сеньйора де Рамерю. Манасія Лисий був соратником графа Блуаського Еда II і загинув у 1037 під час облоги армією Еда замку Бар-ле-Дюк. Його спадкоємці керували графством до початку XII століття, коли Даммартен перейшов під управління Обрі II де Мелло (пом. 1129). Достеменно невідомо, як це сталося. Існує гіпотеза, що його матір'ю могла бути Адела де Даммартен, дочка графа Гуго I, проте жодних первинних джерел, що підтверджують цю гіпотезу, не існує. Відомо, що Адела була одружена з Ланселіном II де Бове, якого назвали адміністратором графства Даммартен у 1112—1116. Також відомо, що у Обрі I де Мелло, батька Обрі II, була дружина імені Адела. Але в акті про заснування пріорства Варвіль ім'я Обрі II відсутнє при перерахуванні дітей Адели.
Граф Обрі II був у 1122—1129 роках камергером короля Франції Людовіка VI Гладкого. Його син Обрі III окрім Даммартена був ще сеньйором Лільєбонна в Нормандії, приходячи з цього володіння васалом герцогів Нормандії, а пізніше — королів Англії.
Син Обрі III, Рено Даммартенський, був одним із найзнатніших сеньйорів у північній Франції. Друг дитинства короля Франції Філіпа II Августа, Рено став у результаті його особистим ворогом. Проте створена Рено антифранцузька коаліція була розбита в битві при Бувіні в 1214 році, а сам Рено потрапив у полон і помер ув'язнений. Його володіння, включаючи Даммартен, були конфісковані королем Франції, який передав їх своєму синові Філіппу Юрпелю, який одружився з дочкою Рено Матильдою Даммартенською.
Після смерті Матильди її спадщина стала предметом розгляду в Паризькому парламенті між її спадкоємцями. У результаті в 1262 Даммартен був переданий Матьє де Трі, онуку графа Обрі III по матері. Нащадки Матьє керували Даммартенським графством до початку XV століття.
Надалі графство шляхом шлюбів передавалося між представниками різних родин. У 1420-х роках англійці, які контролювали більшу частину Франції, конфіскували Даммартен, передавши його бургіньйону Антуану де Вержі. Однак після перемоги над англійцями, король Франції Карл VII повернув графство законним правителям.
В 1632 після страти герцога Генріха II де Монморансі графство було конфісковано і передано принцам Конде, у складі володінь яких залишалося до Французької революції.

## Графи
- 1200—1214: Рено
- 1214—1259: Матильда, графиня булонська.

## Галерея

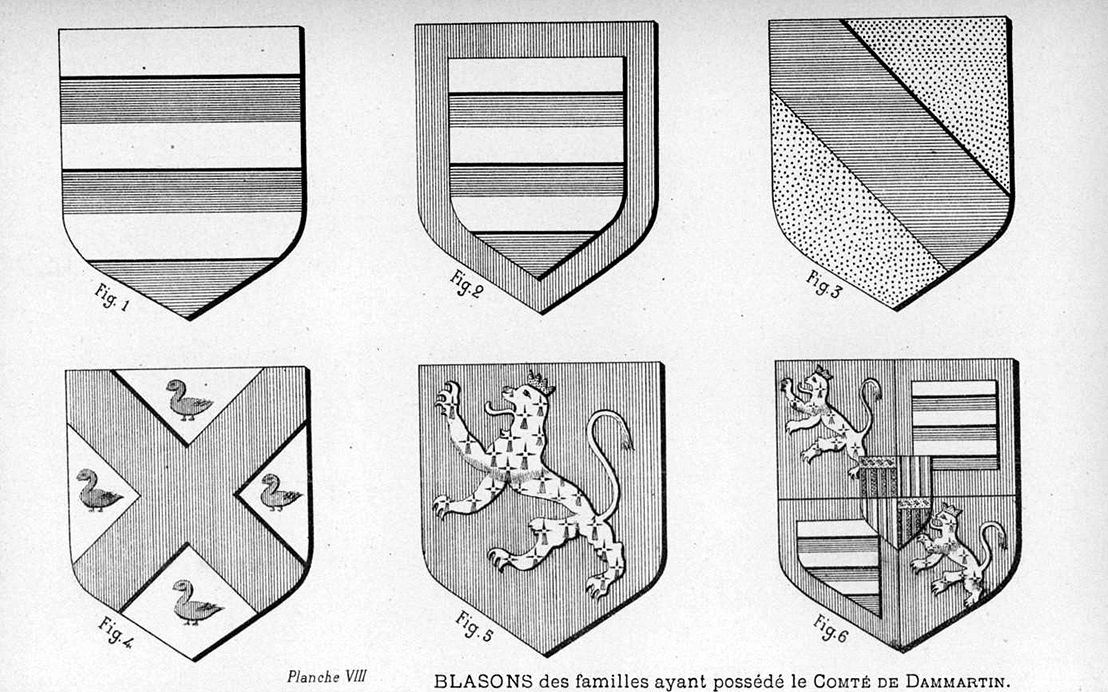
Герби графів Даммартенських
Даммартенський дім (Мелло) до 1259
Трійський дім 1262—1394
Шатільйонський дім 1394—1420
Вержійський дім бл. 1439
Шабаннеський дім 1439—1527
Монморанський дім 1554—1632
Конде після 1632